# Sex flush
Als Sex flush oder Sex-Flush (flush hier für englisch Erröten) bezeichnet man während der sexuellen Erregung auftretende Hautrötungen, die insbesondere im Gesicht, auf Bauch, Brust und Rücken auftreten, speziell während der Plateau- und Orgasmusphase des sexuellen Reaktionszyklus. Sie werden häufiger bei Frauen als bei Männern beobachtet.

## Allgemeines
Der sexuelle Reaktionszyklus wird in die Phasen von Erregung, Plateau, Orgasmus und Rückbildung unterteilt. Der Sex flush kann, muss aber nicht in der Plateauphase auftreten, seinen Höhepunkt in der Orgasmusphase erreichen und in der Rückbildungsphase wieder verschwinden. Er ist auf eine Vasokongestion der Haut zurückzuführen und kann auch den ganzen Körper betreffen. Während der sexuellen Erregung wird Blut aus tieferen Körperregionen zur Oberfläche, also der Haut, hin verteilt und löst bei hoher Intensität der Erregung den Sex flush aus. Im höheren Lebensalter wird dieser seltener bzw. lässt nach.

## Unterschiede zwischen den Geschlechtern
Während der Sex flush bei Männern nur in der Plateauphase zu beobachten ist, kann er bei Frauen bereits in der späten Erregungsphase auftreten.
Bei beiden Geschlechtern sind Gesicht, Stirn, Hals und Brustkorb betroffen. Der Sex flush beginnt bei Frauen häufig in der Hautregion des Oberbauchs und breitet sich über den Oberkörper und die Brüste aus. Gesicht und Hals können ebenso betroffen sein, bei intensiv reagierenden Frauen röten sich auch die Haut des Unterbauchs, der Schultern und Ellbogen sowie mit dem Eintreten des Orgasmus Schenkel, Gesäß und Rücken, in Einzelfällen des ganzen Körpers. Auch Männer reagieren in der Reihenfolge Oberbauch, Brustkorb, Hals, Gesicht sowie gelegentlich mit einer Rötung der Schultern, Unterarme und Schenkel.
Das Phänomen betrifft einer Studie zufolge etwa 75 % der Frauen und 25 % der Männer.